# Битва при Рамади (2004)
Битва за Рамади произошла в апреле 2004 года, одновременно с Первой битвой за Фаллуджу. Целью битвы было обеспечение беспрепятственного контроля армии США над столицей мухафазы Анбар— городом Рамади на западе Ирака. Повстанцам здесь противостояли силы 2-го батальона 4-го полка морской пехоты США.
В апреле 2004 началась осада Фаллуджи. Силы повстанцев  пытались снять осаду. Рамади, столица провинции Анбар, рассматривался как центр сбора коалиционных сил, а значит был очень привлекательной целью для иракских повстанцев. 
До начала боя повстанцы перерезали шоссе Аль-Анбар—Багдад.
6 апреля 2004 года морпехи вступили в перестрелки с повстанцами. Бои шли по всему городу. К концу первого дня боев погибло 12 морских пехотинцев. Перестрелка продолжилась и на следующий день. Американцы сообщали, что за четыре дня было убито около 250 повстанцев.
В ходе боев в Рамади ,были убиты 34 морских пехотинца и один санитар ВМС, а 269 морских пехотинцев получили ранения. На протяжении 2000-х годов обстановка в городе оставалась нестабильной, что привело к последующим сражениям в 2006 году.

## Столкновение перед битвой

### 4 апреля
Начиная с 10:48 группа G подверглась обстрелу из стрелкового оружия и гранатометов в районе Аль-Мааб. В ходе боя силы США смогли отбить нападение и преследовали повстанцев до ближайших зданий, где в период с 11:45 до 12:05 два отделения и отряд быстрого реагирования продолжали вести бой. Отделения закрепились здесь, а отряды быстрого реагирования выдвинулись на вспомогательные позиции, к востоку от позиций группы G.  Капитан Кристофер Дж. Бронзи, командир группы, командовал своими подчиненными в течение всего боя, который продолжался в течение суток.
Около 13:30 поступило сообщение о нахождении взрывного устройства в секторе группы E на восточной окраине города. Группа выдвинулась для оцепления опасной зоны, но как только она прибыла на место, по ней был открыт огонь. Примерно в то же время, чуть восточнее, одна из снайперских групп батальона, расположенная у реки Евфрат, была атакована группой, численностью около 15 человек. Примерно в 14:00 патруль из группы E попал в засаду. На помощь атакованному патрулю были направлены силы быстрого реагирования. В ходе боя были подбиты две бронемашины, а командир взвода получил тяжелое ранение.